# 십우도 1. 심우 - 소를 찾아서
"십우도 1.심우 - 소를 찾아서"(十牛圖 尋牛: Ten Ox-Herding Pictures#1-Going Out In Search Of The Ox)는 한국에서 제작된 이지상 감독의 2004년 영화이다. 김일권 등이 제작에 참여하였다.